# Volmacht
Volmacht is een juridische handeling waarbij een persoon een ander de bevoegdheid geeft (de juridische macht) om namens hem of haar bepaalde rechtshandelingen uit te voeren, dat gebeurt meestal met een schriftelijke verklaring die eveneens volmacht wordt genoemd. Het is een vorm van vertegenwoordiging maar anders dan bij bijvoorbeeld voogdij of bewind, waar alleen de vertegenwoordiger mag handelen, blijft een volmachtgever naast de volmachtkrijger (gevolmachtigde) bevoegd alle rechtshandelingen ook zelf te verrichten. Het verlenen van een volmacht kan niet stilzwijgend plaatsvinden.
Er is een verschil met de machtiging, anders dan de volmacht kan een machtiging niet worden gegeven voor  rechtshandelingen maar alleen voor feitelijke handelingen.
De volmacht is geregeld in het Burgerlijk Wetboek, in België in artikel 1984 en volgende, in Nederland in Boek 3, de artikelen 3:60 t/m 3:79. In dit artikel wordt een eenvoudig overzicht van de algemene hoofdregels gegeven.

## Nederland
Het Nederlands Burgerlijk Wetboek definieert de volmacht als "de bevoegdheid die een volmachtgever verleent aan een ander, de gevolmachtigde, om in zijn naam rechtshandelingen te verrichten". Het verlenen van een volmacht is in dit kader een eenzijdige rechtshandeling. Een volmacht kan algemeen of bijzonder zijn. 

### Algemene volmacht
Een algemene volmacht volgens Nederlands recht is "de volmacht die alle zaken van de volmachtgever en alle rechtshandelingen omvat, met uitzondering van hetgeen ondubbelzinnig is uitgesloten" (artikel 62 van het Burgerlijk Wetboek Boek 3).

### Bijzondere volmacht
Een bijzondere volmacht wordt verleend voor een vooraf bepaalde en in de volmacht aangeduide rechtshandeling, zoals het uitvoeren van bepaalde activiteiten in een arbeidsverhouding, bijvoorbeeld aan een filiaalleidster die bevoegd is om namens haar werkgever bestellingen in ontvangst te nemen en betalingen te doen, of een advocate die de bevoegdheid krijgt een cliënt in een bepaalde zaak te vertegenwoordigen. Ook kan een verzekeringsagent bij volmacht de bevoegdheid krijgen om op naam en voor rekening van de verzekeraar overeenkomsten af te sluiten.

### Werking
De juridische werking van een volmacht is, dat de gevolmachtigde in plaats van de volmachtgever voor de volmachtgever een rechtshandeling kan verrichten en de volmachtgever daardoor aan de rechtshandeling wordt gebonden. Een volmachtgever kan echter alleen worden gebonden als de gevolmachtigde binnen de grenzen van de bevoegdheden blijft die de volmachtgever heeft gegeven. Bovendien moet de gevolmachtigde tegenover derden duidelijk maken dat er voor een ander wordt gehandeld. Handelt een volmachtnemer buiten de gegeven bevoegdheden, komt er geen overeenkomst tot stand. De gevolmachtigde is dan verantwoordelijk voor eventueel door derden geleden schade.

### Einde
De volmacht kan zowel door de volmachtgever als de gevolmachtigde beëindigd worden. De volmachtgever kan de volmacht herroepen of intrekken, de gevolmachtigde kan de volmacht opzeggen.
Een volmacht komt van rechtswege ten einde bij overlijden, het instellen van een beschermingsbewind, ondercuratelestelling, faillissement of het van toepassing verklaren van de schuldsanering. Dat geldt voor de volmachtgever en de gevolmachtigde maar er kan bij de volmacht vanworden afgeweken.
Als bijzondere regeling bestaat de mogelijkheid voor volmachtgever, een gevolmachtigde de bevoegdheid te geven om na overlijden of bij ondercuratelestelling de onderneming van de volmachtgever voort te zetten.

## België
In België wordt een volmacht ook wel een lastgeving genoemd, gedefinieerd als een handeling waarbij  een persoon aan een ander de macht geeft om iets voor hem en in zijn naam te doen (art. 1984 BW).
De volmachtgever of lastgever verleent de volmacht aan één of meerdere personen (volmachtdrager(s) of lasthebber(s)). Het contract komt slechts tot stand door de aanneming van de volmachtdrager. Wie een volmacht geeft, moet beschikken over           al zijn geestelijke vermogens. De volmacht kan steeds worden ingetrokken, zonder dat er een reden voor hoeft te bestaan of hoeft te worden gegeven. De volmachtkrijger kan de overeenkomst ook steeds opzeggen.
De volmachtkrijger moet altijd handelen volgens de algemene rechtsnorm "voorzichtige en redelijke persoon" (voorheen: "als een goed huisvader"), dat het volgende betekent: zoals een normaal vooruitziend en zorgvuldig persoon, geplaatst in dezelfde feitelijke omstandigheden.
Men kan een volmacht geven :
- bij een openbare akte;
- bij een onderhands geschrift of zelfs een brief;
- mondeling, maar dan is het moeilijker te bewijzen bij geschillen;
- stilzwijgend, doordat het blijkt uit de uitvoering.

Men kan een volmachtdrager aanduiden voor alle zaken of slechts voor bepaalde handelingen. Daden van beschikking met betrekking tot onroerende goederen zoals verkoop van een huis, gebeuren steeds via een notariële volmacht.

### Verder
- Beschermingsbewind
- Executeur
- Levenstestament
- Mentorschap
- Procuratiehouder
- Wilsverklaring